# Antigua aux Jeux olympiques d'été de 1976
L'Antigua participe aux Jeux olympiques d'été de 1976 à Montreal au Canada en tant que colonie britannique. Il s'agit de sa 1re participation à des Jeux d'été bien que Antigua-et-Barbuda ne sera indépendant qu'en 1981. Barbuda n'est pas mentionné dans le nom de la délégation.
Tous les sportifs engagés seront éliminés en série.

## Athlétisme
- Relais 4x100 mètres hommes : Calvin Greenaway, Paul Richards, Everton Cornelius
- Relais 4x400 mètres hommes : Cuthbert Jacobs, Paul Richards, et Fred Sowerby
- Saut en longueur : Calvin Greenaway

## Cyclisme
- Kilomètre : Donald Christian
- Vitesse : Patrick Spencer
- Poursuite : Donald Christian